# Les Granges (Vielmur-sur-Agout)

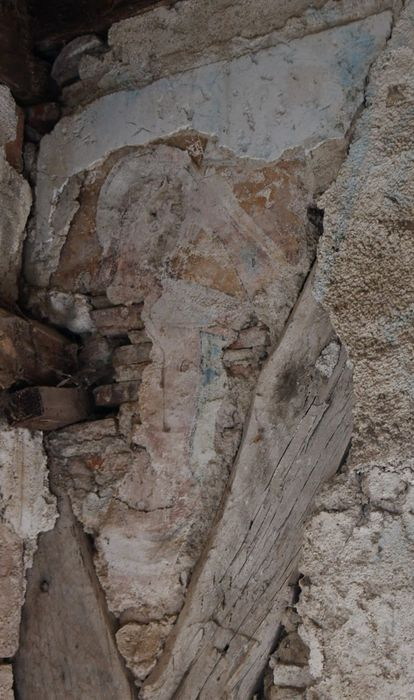
Résurrection du Christ

Les Granges sont un ensemble médiéval millénaire situé à Vielmur-sur-Agout, dans le Tarn (France).
L'existence du bâtiment peut être datée dès les XIIIe et XIVe siècles grâce à des restes de peintures expertisées, même s'il est possible que son édification soit du XIe siècle.

## Historique
Si des preuves témoignent avec certitude de l'existence d'une partie des bâtiments dès les XIIIe siècle et XIVe siècle, avec des restes de peintures médiévales expertisées, il semble que leur édification soit plus ancienne .
Même si on ne dispose que de peu d'éléments sur l'histoire de cet édifice il est possible qu'il dépendait peut-être dès sa construction de l'abbaye bénédictine Notre-Dame-de-la-Sanhe de Vielmur-sur-Agout, fondée en 1028, qui disposait de terres tenues en exploitation directe et de plusieurs bories et granges réparties jusqu'aux limites de la vicomté.
La demeure des Granges, ainsi que le sol des parcelles où elle se situe, sont inscrites au titre des monuments historiques par arrêté du 20 mars 2023.
Le domaine accueille aujourd'hui l'association la vie moyenâgeuse, qui organise des événements de reconstitution du Moyen Âge. Malheureusement, les bâtiments sont désormais en danger, et nécessitent une restauration rapide.

## Architecture
La partie XIe siècle et XIIIe siècle est constituée d'un bâtiment d'un étage, marqué par une tour à l'angle nord-ouest, qui a connu de multiples remaniements et adjonctions.
La façade comprend au rez-de-chaussée deux ouvertures menant à deux grandes étables.
L'étage est constitué d'un logis et d'une chapelle dont il subsiste des parts de fresques murales des XIIIe et XIVe siècles. La chapelle a été divisée en deux pièces au XIXe siècle ; elle est accessible par deux portes depuis la coursive et depuis le logis.
Pour les fresques de la chapelle les murs ont été recouverts d'un enduit de préparation à la chaux peu épais (1 cm) qui a ensuite été peint en utilisant soit la technique de la fresque soit une peinture à la chaux. Ces peintures ont été recouvertes par plusieurs enduits ; l'élément le mieux conservé est la scène de la Résurrection du Christ représentée sur la paroi est.